# Derek Whyte
Derek Whyte [uitspraak: 'ʋaːjt ; 'waajt' als 'White'] (Glasgow, 31 augustus 1968) is een Schots voormalig profvoetballer die doorgaans als centrale verdediger speelde, van 1985 tot 2004.

## Clubcarrière

### Celtic en Middlesbrough
Whyte begon zijn loopbaan in 1985 bij Celtic. Met de Hoops won hij de Schotse landstitel in 1986 en 1988 alsmede twee maal op rij de Scottish Cup in 1988 en 1989. In 1992 verliet hij Glasgow na zeven seizoenen en verhuisde naar Engeland, waar hij een contract tekende bij de eersteklasser Middlesbrough. Boro werd zijn enige werkgever buiten Schotland. In 1993 degradeerde hij met de club uit de nieuwe Premier League. Lang hoefde men niet te wachten op een retourticket.
Whyte dwong in 1995 opnieuw promotie af. Middlesbrough werd kampioen van de Football League First Division onder speler-manager Bryan Robson. In zijn laatste seizoen aan Teesside werd de finale van de FA Cup 1996/97 en Football League Cup 1996/97 gehaald, maar de centrumverdediger speelde geen rol van betekenis meer. Boro verloor van Chelsea en Leicester City (na een replay), respectievelijk. Aan de andere kant werd alweer uit de Premier League gedegradeerd.

### Terugkeer naar Schotland
Whyte keerde in 1997 terug naar Schotland, bij Aberdeen. Daar werd hij tot aanvoerder benoemd.
Van 2002 tot 2004 speelde hij voor Partick Thistle, waarna hij stopte met profvoetbal wegens blessures.
Whyte speelde tijdens zijn loopbaan finaal meer dan 500 competitiewedstrijden.

## Erelijst
| Competitie                    |        |                  |
| Competitie                    | Aantal | Jaren            |
| Celtic                        | Celtic | Celtic           |
| ----------------------------- | ------ | ---------------- |
| Scottish Football League      | 2×     | 1985/86, 1987/88 |
| Scottish Cup                  | 2×     | 1987/88, 1988/89 |
| Middlesbrough                 |        |                  |
| First Division / Championship | 1x     | 1994/95          |

## Interlandcarrière
Derek Whyte was tussen 1987 en 1999 meermaals international in het Schots voetbalelftal. Hij maakte deel uit van de selecties op EURO 1992 in Zweden, EURO 1996 in Engeland, en het wereldkampioenschap voetbal 1998 te Frankrijk. Whyte, die nooit basisspeler was, droeg uiteindelijk twaalf keer het marineblauwe Schotse shirt. Scoren deed hij evenwel niet.